# Mick Garris
Mick Garris (n. 4 decembrie 1951, Santa Monica, California) este un producător de film american, scenarist și regizor.

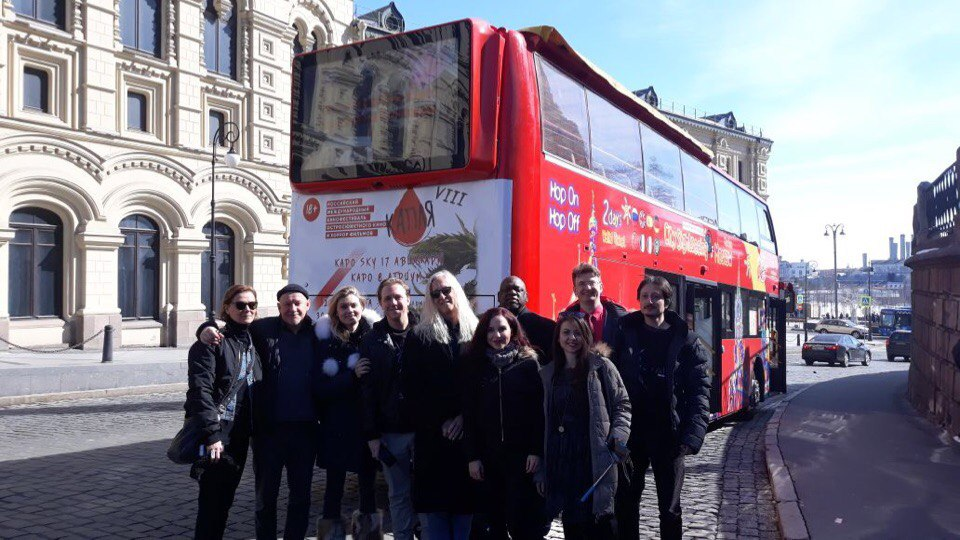

## Biografie
Este cel mai cunoscut pentru adaptarea unor povestiri scrise de Stephen King, cum ar fi regizarea filmului de groază Vârcolacii cu Mädchen Amick și creator al serialului Showtime Masters of Horror.  Garris a câștigat în 1986 Premiul Edgar pentru un episod pe care l-a scris pentru serialul TV produs de Steven Spielberg  Amazing Stories. Garris a regizat un serial web pentru FEARnet denumit Post Mortem. A fost gazda unei duble relansări (Oamenii de sub scară și Șarpele și curcubeul) la 20 februarie 2010 la cinematograful Aero din Santa Monica. A contribuit la serialul web Trailers From Hell.  Garris a fost co-scenarist și producător executiv al filmului Hocus Pocus. Recent, Garris a regizat miniserialul bazat pe romanul lui Stephen King, Bag of Bones.

## Premii
- Garris a primit Premiul pentru recunoașterea muncii de o viață în 2006 la Festivalul de Film de Groază de la New York.  A primit premiul personal după vizionarea episodului Masters of Horror "Valerie on the Stairs".

## Viață personală
Garris este ateu.

## Filmografie (selecție)
- Fuzz Bucket (1986)
- Critters 2: The Main Course (1988)
- Psycho IV: The Beginning (1990)
- Sleepwalkers (1992)
- The Stand (1994)
- The Shining (1997)
- Riding the Bullet (2004)
- Masters of Horror - "Chocolate" (2005)
- Masters of Horror - "Valerie on the Stairs" (2006)
- Desperation (2006)
- Bag of Bones (2011)

### Ca scenarist
- *batteries not included (1987)
- Critters 2: The Main Course (1988)
- The Fly II (1989)
- Hocus Pocus (1993)
- Riding the Bullet (2004)
- Masters of Horror - "Haeckel's Tale" (2005)
- Masters of Horror - "Chocolate" (2005)

## Legături externe
- Mick Garris la Internet Movie Database
- Mick Garris la Allmovie
- Mick Garris on FEARnet
- NYC Horrorfest Arhivat în 20 noiembrie 2009, la Wayback Machine.